# Mimosa bijuga
Mimosa bijuga är en ärtväxtart som beskrevs av George Bentham. Mimosa bijuga ingår i släktet mimosor, och familjen ärtväxter. Inga underarter finns listade i Catalogue of Life.